# Лемуан, Клод
Клод Лемуа́н (фр. Claude Lemoine, род. 21 апреля 1932 года) — французский шахматист и шахматный журналист. Чемпион Франции 1958 года (по дополнительным показателям опередил Мишеля Рооса). Серебряный призёр чемпионатов Франции 1956 (по дополнительным показателям уступил чемпионство Пьеру Роллану) и 1959 годов. Бронзовый призёр чемпионата Франции 1957 года. В составе сборной Франции участник шахматной олимпиады 1958 г., командного первенства мира среди студентов 1959 г. и Кубка Клары Бенедикт 1957 г.
В начале 1960-х гг. Лемуан отошел от практической игры и сделал карьеру журналиста. Вел шахматные отделы на радиостанциях, а также в газете «Le Monde». Позже перешел на телевидение. Был генеральным директором одного из региональных отделений телеканала «France 3».

## Спортивные результаты
| Год  | Город    | Соревнование                                | + | − | = | Результат | Место |
| ---- | -------- | ------------------------------------------- | - | - | - | --------- | ----- |
| 1956 | Виттель  | Чемпионат Франции                           |   |   |   |           | 1—2   |
| 1957 | Бордо    | Чемпионат Франции                           |   |   |   |           | 3     |
|      | Берн     | Кубок Клары Бенедикт                        | 1 | 2 | 2 | 2 из 5    |       |
| 1958 | Ле-Туке  | Чемпионат Франции                           |   |   |   |           | 1—2   |
|      | Мюнхен   | XIII Олимпиада (сборная Франции, 2-я доска) | 5 | 5 | 4 | 7 из 14   |       |
| 1959 | Реймс    | Чемпионат Франции                           |   |   |   |           | 2     |
|      | Будапешт | Командное первенство мира среди студентов   |   |   |   |           |       |